# Brinzio
Brinzio (lombardul: El Brinsc, varesei nyelvjárásban: Ol Brinsc)település Olaszországban, Varese megyében. Lakosainak száma 769 fő (2023. január 1.). Brinzio Bedero Valcuvia, Castello Cabiaglio, Induno Olona, Rancio Valcuvia, Valganna és Varese községekkel határos.

## Népesség
A település népességének változása:
| Lakosok száma | 816  | 809  | 769  |
|               | 2017 | 2018 | 2023 |